# Denis Coulon
Pour les articles homonymes, voir Coulon.
Denis Coulon, né le 8 janvier 1952 à Boussu (province de Hainaut), est un illustrateur, auteur de bande dessinée, enseignant et historien belge spécialisé dans l'histoire de Saint-Ghislain.

## Biographie
Denis Coulon naît le 8 janvier 1952 à Boussu. Dès l'âge de six mois, il demeure à Saint-Ghislain. Il se forme artistiquement à l'institut Saint-Luc de Tournai en illustration. Graphiste de formation, muni d'un diplôme d’aptitude pédagogique, il enseignera les arts graphiques pendant 30 ans. Parallèlement, Coulon participe très activement à la vie culturelle de sa ville, et ce au sein de divers comités. Il est président de l'ASBL Ursidongue fondée en novembre 1986, chargée de la sauvegarde du patrimoine culturel de son entité,. Il obtient également de nombreux prix en poésie, peinture, photographie et réalisation d’affiches. Comme historien local, on lui doit les ouvrages : Billets de transport, traces du passé Saint-Ghislainois (1989), Mémoire en images, l’Entité de Saint-Ghislain (1999). Comme vice-président du syndicat d'initiative de Saint-Ghislain, il s'intéresse à la traditionnelle ascension du ballon à gaz, et il publie après la consultation de 16 000 albums lui ayant nécessité 7 ans Des ballons et des bulles en 2002,. Comme essayiste, il écrit sur des auteurs de bande dessinée avec Alain Ledent : Marcel Marlier, illustrateur, consacré à Marcel Marlier, le créateur de Martine en 2003 et avec Alain De Kuyssche la monographie consacrée à Dino Attanasio : Dino Attanasio, 60 ans de BD (2006). Il réalise également l'album de bande dessinée dans lequel il met en scène le héros qu’il a créé, Ursi, un petit ours bleu avec une queue jaune — les couleurs de la ville de Saint-Ghislain —, qu'il publie en auto-édition en 2009,,.
Dans le cadre de la commémoration marquant le centenaire du début de la Première Guerre mondiale, il publie l'ouvrage autour de la Bataille de Mons intitulé : La Bataille du canal : 23 août 1914.
En 2016, aux côtés de Léon Chevalier (de Dour), il sort Les 7 Portes de la fabuleuse History Cité où se mêlent faits historiques et science-fiction.
En 2023, il conte la saga familiale des Thiéry venus de Lorraine pour créer un magasin de confection à Saint-Ghislain dans Un trésor à bon marché,.
Comme aquerelliste, il admire Jean-Michel Folon.

### Vie privée
En 2016, Denis Coulon demeure à Saint-Ghislain.

## Œuvres

### Ouvrages
- Denis Coulon, Billets de transports, Saint-Ghislain, Ursidongue, 1989, 139 p., ill. ; 29 cm (OCLC 1400687032)
- Denis Coulon et Jacques Vandormael, Petite Histoire des plus légers que l'air : l'aérostation d'Annonay à Saint-Ghislain, Saint-Ghislain, Ursidongue, 1994, 142 p., ill. ; 30 cm (OCLC 1400867452)
- Denis Coulon, Saint-Ghislain, Bruxelles, Sutton, coll. « Mémoire en images » (no 13), 1999, 128 p., 24 cm (ISBN 2-84253-355-0)2e édition 2004, Tempus Publishing, coll. « Mémoire en images » no 54  (ISBN 2-84253-355-0).
- Denis Coulon, Le Home de l'État pour enfants de bateliers Désiré De Meyer, Saint-Ghislain, Ursidongue, 2011, 32 p., ill. ; 27 cm (OCLC 1400517206)
- Denis Coulon (préf. Christine Englebert), La Bataille du canal : 23 août 1914[12], Saint-Ghislain, Ursidongue, 2014, 32 p., ill. ; 25 cm (OCLC 1400648855)
- Denis Coulon (ill. Marcel Marlier), 1958-1968 : Nos années d'école dans les dessins de Marcel Marlier, Saint-Ghislain, Denis Coulon, 2018, 112 p., ill. ; 21 cm (OCLC 1400252401)
- Denis Coulon (préf. Baron Vaxelaire), Un trésor à bon marché[14],[15], Saint-Ghislain, Denis Coulon, 2023, 25 p., ill. ; 21 cm (ISBN 978-2-8083-2249-2)

### Illustration
- Léon Chevalier et Denis Coulon, Les 7 Portes de la fabuleuse History Cité[13], Saint-Denis, Edilivre, 2015, 432 p., ill. ; 21 cm (ISBN 978-2-334-00373-5)

### Bande dessinée
- Denis Coulon, Les Aventures d'Ursi : histoires, légendes et fantaisies[2], Saint-Ghislain, Denis Coulon, 2009, 40 p., ill. ; 30 cm (OCLC 1400218384)

### Ouvrages sur la bande dessinée
- Denis Coulon (préf. Bertrand Piccard, ill. Claude Renard), Des ballons et des bulles : l'aérostation dans la bande dessinée[5],[6], Verviers, Nostalgia, 2002, 111 p., ill. ; 32 cm (ISBN 2-930277-07-6)
- Alain Ledent et Denis Coulon, Marlier illustrateur[7],[8], Verviers, Nostalgia, 2003, 119 p., ill. ; 28 cm (ISBN 2-930277-10-6)
- Alain De Kuyssche et Denis Coulon, Dino Attanasio - 60 ans de BD[9], Bruxelles, Miklo, 2006, 200 p., ill. ; 30 cm (ISBN 9782930234786 et 2-930234-78-4, OCLC 893725751, présentation en ligne).

#### Livres
: document utilisé comme source pour la rédaction de cet article.
- Jacques Fiérain, « Coulon, Denis », dans La BD dans la province du Hainaut, Charleroi, Éd. l'Âge d'or, septembre 2006, 96 p., ill. ; 31 cm (ISBN 9782960046458 et 2960046455, OCLC 469651838, présentation en ligne), p. 13.
- Philippe Mellot, Michel Denni, Laurent Turpin et Isabelle Morzadec, Trésors de la bande dessinée : BDM 2025-2026 - Catalogue encyclopédique et Argus, Paris, Les Arènes, 7 novembre 2024, 24e éd., 1839 p., ill. ; 23 cm (ISBN 979-10-37512-61-1, OCLC 1478218824, présentation en ligne), p. 1677. .

#### Articles
- « Denis Coulon publie les mémoires de son père », Sudinfo,‎ 4 mai 2019 (lire en ligne , consulté le 24 décembre 2024).

### Émissions de télévision
- Invité du jour : Denis Coulon sur Télé MB, (4 min 6 s), 30 septembre 2016.
- La minute de l'artiste - Denis Coulon sur Télé MB, présentation : Philippe Englebert (2 min 49 s), 9 novembre 2016.
- Denis Coulon raconte la famille Thiéry et son aventure à Saint-Ghislain, émission Les infos sur Télé MB, présentation : Quentin Houdart (4 min 28 s), 28 novembre 2023.

### Vidéographie
- [vidéo] « Les Passions de Denis Coulon », sur YouTube, 30 novembre 2017